# Почтовые марки России (2013)

Почтовые марки России (2013) — каталог знаков почтовой оплаты (марок, блоков, листов), введённых в обращение «Почтой России» в 2013 году.

## Список коммеморативных марок
Порядок следования элементов в таблице соответствует номеру по каталогу марок России на официальном сайте издатцентра «Марка», затем приведены номера по каталогу «Михель».

## Таблица
| № | Изображение | Описание | Номинал            | Дата        | Тираж                 | Художник                  | П      |
| --- | ----------- | --- | ------------------ | ----------- | --------------------- | ------------------------- | ------ |
| 1659 (Mi #RU 1891) |             | Почтовый блок — 150 лет со дня рождения К. С. Станиславского (1863—1938), театрального режиссёра, актёра, педагога | 50                 | 17 января   | 80 000                | Батов А.                  | [ 3 ]  |
| 1660 (Mi #RU 1892) |             | 100 лет со дня рождения Г. Н. Флерова (1913—1990), физика-ядерщика | 15                 | 21 января   | 450 000 30 000        | Поварихин А.              | [ 4 ]  |
| 1661 (Mi #RU 1893), 1662 (Mi #RU 1894), 1663 (Mi #RU 1895), 1664 (Mi #RU 1896) 1665 (Mi #RU 1897), 1666 (Mi #RU 1898)  |             | Серия «Города воинской славы» - Архангельск - Брянск - Волоколамск - Калач-на-Дону - Козельск - Нальчик | 15                 | 30 января   | 80 000                | Бельтюков В.              | [ 5 ]  |
| 1667 (Mi #RU 1899), 1668 (Mi #RU 1900), 1669 (Mi #RU 1901), 1670 (Mi #RU 1902)                                         |             | Фауна России. Дикие козлы и бараны - Архар - Безоаровый козел - Кавказский тур - Снежный баран | 15                 | 30 января   | 200 000 50 000        | Московец А.               | [ 6 ]  |
| 1671 (Mi #RU 1903) |             | 350 лет Пензе | 15                 | 8 февраля   | 390 000 26 000        | Бетрединова Х.            | [ 7 ]  |
| 1672 (Mi #RU 1904), 1673 (Mi #RU 1905), 1674 (Mi #RU 1906)                                                             |             | Государственные награды Российской Федерации - Орден Святой великомученицы Екатерины - Орден Александра Невского - Орден Суворова | 25                 | 18 февраля  | 315 000 45 000        | Московец А.               | [ 8 ]  |
| 1675 (Mi #RU 1907) |             | 100 лет со дня рождения А. И. Покрышкина (1913—1985) | 15                 | 22 февраля  | 400 000 40 000        | Комса Р.                  | [ 9 ]  |
| 1676 (Mi #RU 1908), 1677 (Mi #RU 1909), 1678 (Mi #RU 1910), 1679 (Mi #RU 1911), 1680 (Mi #RU 1912)                     |             | Герои Российской Федерации - Герой Российской Федерации Ю. А. Дмитриев - Герой Российской Федерации О. Г. Ильин - Герой Российской Федерации Н. С. Майданов - Герой Российской Федерации Е. Н. Чернышев - Герой Российской Федерации В. И. Шкурный                 | 15                 | 22 февраля  | 250 000 50 000        | Дробышев А.               | [ 10 ] |
| 1681 (Mi #RU 1913) |             | Почтовый блок — Всемирное природное наследие России. Республика Тыва. Убсунурская котловина | 45                 | 27 февраля  | 80 000                | Иванова O.                | [ 11 ] |
| 1682 (Mi #RU 1914), 1683 (Mi #RU 1915), 1684 (Mi #RU 1916), 1685 (Mi #RU 1917)                                         |             | Флора России. Шишки хвойных деревьев и кустарников - Можжевельник даурский - Микробиота перекрёстнопарная - Лиственница Каяндера - Ель сибирская | 15                 | 4 марта     | 110 000 55 000        | Поварихин А.              | [ 12 ] |
| 1686 (Mi #RU 1918) |             | Почтовый блок — 135 лет окончанию Русско-турецкой войны 1877—1878 гг. Совместный выпуск Российская Федерация — Республика Болгария | 35                 | 5 марта     | 75 000                | Поварихин А.              | [ 13 ] |
| 1687 (Mi #RU 1919) |             | Полный кавалер ордена «За заслуги перед Отечеством» В. С. Черномырдин (1938—2010) | 15                 | 14 марта    | 392 000 28 000        | Комса Р.                  | [ 14 ] |
| 1688 (Mi #RU 1920) |             | 150 лет Обуховскому заводу | 15                 | 26 марта    | 297 000 31 000        | Поварихин А.              | [ 15 ] |
| 1689 (Mi #RU 1921) |             | 50 лет установлению дипломатических отношений между Россией и Алжиром | 10                 | 1 апреля    | 300 000 20 000        | Бетрединова Х.            | [ 16 ] |
| 1690-1692 (Mi #RU 1922), (Mi #RU 1923), (Mi #RU 1924)                                                                  |             | Всемирное культурное наследие России. «Исторический центр Санкт-Петербурга» Сцепка: - Зимний дворец - Адмиралтейство, Исаакиевский собор - Стрелка Васильевского острова                                                                                           | 10, 15, 20         | 26 апреля   | 220 000 55 000        | Иванова O.                | [ 17 ] |
| 1693 (Mi #RU 1925) |             | Выпуск по программе «Европа». Фургон почтальона — почтовые транспортные средства | 15                 | 26 апреля   | 480 000 60 000        | Бельтюков В.              | [ 18 ] |
| 1694 (Mi #RU 1927), 1695 (Mi #RU 1928), 1696 (Mi #RU 1929), 1697 (Mi #RU 1930)                                         |             | Серия «Оружие Победы. Боевые корабли» - Краснознамённый тральщик «Мина» - Гвардейский сторожевой корабль «Метель» - Гвардейский бронекатер БКА-75 - Краснознамённая канонерская лодка «Усыскин»                                                                    | 10, 12, 15, 20     | 8 мая       | 465 000 3 100 060 000 | Дробышев А.               | [ 19 ] |
| 1698 (Mi #RU 1931) |             | Почтовый блок — 500 лет Александровской слободе | 50                 | 18 мая      | 80 000                | Комса Р.                  | [ 20 ] |
| 1699 (Mi #RU 1932) |             | Почтовый блок — 1150 лет миссии Святых равноапостольных Кирилла и Мефодия в славянские страны | 40                 | 24 мая      | 360 000               | Шишкин Г.                 | [ 21 ] |
| 1700 (Mi #RU 1926) |             | Серия «Кавалер Ордена Святого апостола Андрея Первозванного» Г. А. Алиев (1923—2003). Совместный выпуск | 15                 | 6 мая       | 440 000 40 000        | Дробышев А.               | [ 22 ] |
| 1701 (Mi #RU 1933), 1702 (Mi #RU 1934)                                                                                 |             | Серия «Морской флот России» - Научно-исследовательское судно «Вячеслав Тихонов» - Арктический челночный танкер «Тимофей Гуженко» | 14.25              | 5 июня      | 328 000 41 000        | Дробышев А.               | [ 23 ] |
| 1703 (Mi #RU 1935), 1704 (Mi #RU 1936), 1705 (Mi #RU 1937)                                                             |             | Современное искусство России - Д. А. Белюкин «Раннее уро. 2003 г.» - А. А. Любавин «Девочка и город. 2005 г.» - В. П. Полотнов «На реке Трубеж. 2008 г.» | 15                 | 17 июня     | 300 000 50 000        | Иванова O.                | [ 24 ] |
| 1706 (Mi #RU 1938) |             | Герб города Александрова | 10                 | 18 июня     | 780 000 26 000        | Поварихин А.              | [ 25 ] |
| 1707 (Mi #RU 1939) |             | Герб города Казани | 14.25              | 18 июня     | 780 000 26 000        | Поварихин А.              | [ 26 ] |
| 1708 (Mi #RU 1940) |             | Почтовый блок — XXVII Всемирная летняя Универсиада 2013 года в г. Казани | 25                 | 25 июня     | 85 000                | Бетрединова Х.            | [ 27 ] |
| 1709 (Mi #RU 1941) |             | Серия «Кавалер ордена Святого апостола Андрея Первозванного», Р. Г. Гамзатов (1923—2003) | 15                 | 28 июня     | 385 000 35 000        | Дробышев А.               | [ 28 ] |
| 1710 (Mi #RU 1942I), 1711 (Mi #RU 1943I), 1712 (Mi #RU 1944I)                                                          |             | XXII Олимпийские зимние игры 2014 года в г. Сочи. Олимпийские зимние виды спорта - Бобслей - Лыжное двоеборье - Фигурное катание | 25                 | 29 июня     | 560 000 70 000        | Дробышев А.               | [ 29 ] |
| 1713 (Mi #RU 1945), 1714 (Mi #RU 1946), 1715 (Mi #RU 1947), 1716 (Mi #RU 1948)                                         |             | Декоративно-прикладное искусство России. Платки - Карабаново, платок, хлопок - Москва. Трехгорная мануфактура, платок, хлопок - Оренбург, платок, пух - Павловский Посад, шаль, шерсть                                                                             | 15                 | 5 июля      | 200 000 50 000        | Бетрединова Х.            | [ 30 ] |
| 1717 (Mi #RU 1949) |             | 50 лет первому полёту женщины в космос | 14.25              | 5 июля      | 424 000 53 000        | Ульяновский C.            | [ 31 ] |
| 1718 (Mi #RU 1950) |             | Почтовый блок — Совместный выпуск Российской Федерации, Республики Беларусь и Украины. 1025 лет Крещению Руси | 30                 | 28 июля     | 85 000                | Московец А.               | [ 32 ] |
| 1719 (Mi #RU 1951) |             | Почтовый блок — Гербы субъектов и городов Российской Федерации. Пензенская область | 50                 | 2 августа   | 80 000                | Московец А.               | [ 33 ] |
| 1720 (Mi #RU 1952) |             | Совместный выпуск Российской Федерации и Аландских островов (Финляндия). Пассажирские паромы. На почтовой марке изображён пассажирский паром, курсирующий между Санкт-Петербургом и Аландскими островами.                                                          | 14.25              | 5 августа   | 456 000 38 000        | Ульяновский C.            | [ 34 ] |
| 1721 (Mi #RU 1953) |             | XIV чемпионат мира ИААФ по лёгкой атлетике 2013 года в г. Москве | 14.25              | 10 августа  | 360 000 24 000        | Ульяновский C.            | [ 35 ] |
| 1722 (Mi #RU 1954), 1723 (Mi #RU 1955), 1724 (Mi #RU 1956), 1725 (Mi #RU 1957), 1726 (Mi #RU 1958)                     |             | Бомбардировщики. К 125-летию со дня рождения А. Н. Туполева - Ту-2 - ТБ-7 - Ту-16 - Ту-22М3 - Ту-95 | 10, 13, 15, 17, 20 | 13 августа  | 80 000                | Бельтюков В.              | [ 36 ] |
| 1727 (Mi #RU 1959) |             | 150 лет Коломенскому заводу | 15                 | 15 августа  | 315 000 35 000        | Поварихин А.              | [ 37 ] |
| 1728 (Mi #RU 1960) |             | Национальные средства связи. Совместный выпуск Администраций связи стран — членов РСС | 14.25              | 21 августа  | 435 000 29 000        | Капранов С.               | [ 38 ] |
| 1729 (Mi #RU 1962), 1730 (Mi #RU 1961)                                                                                 |             | Совместный выпуск Российской Федерации и Княжества Лихтенштейн. Искусство | 15                 | 2 сентября  | 300 000 60 000        | Поварихин А.              | [ 39 ] |
| 1731 (Mi #RU 1967) |             | Почтовый блок — 1150 лет г. Смоленску | 50                 | 21 сентября | 80 000                | Ульяновский C.            | [ 40 ] |
| 1732-1734 (Mi #RU 1963), (Mi #RU 1964), (Mi #RU 1965)                                                                  |             | 100 лет со дня открытия архипелага Северная Земля | 15                 | 4 сентября  | 80 000                | Дробышев А.               | [ 41 ] |
| 1735 (Mi #RU 1966) |             | 18-я Конференция Международной ассоциации прокуроров | 15                 | 6 сентября  | 360 000 24 000        | Комса Р.                  | [ 42 ] |
| 1736 (Mi #RU 1968) |             | Почтовый блок — XXII Олимпийские зимние игры 2014 года в г. Сочи. Эстафета Олимпийского огня | 50                 | 7 октября   | 120 000               | Московец А., Бельтюков В. | [ 43 ] |
| 1737 (Mi #RU 1969) |             | Кавалеры ордена Святого апостола Андрея Первозванного. С. В. Михалков (1913—2009), поэт, писатель | 15                 | 9 октября   | 385 000 35 000        | Дробышев А.               | [ 44 ] |
| 1738 (Mi #RU 1970) |             | Почтовый блок — Гербы субъектов и городов Российской Федерации. Ярославская область | 50                 | 11 октября  | 80 000                | Московец А.               | [ 45 ] |
| 1739 (Mi #RU 1971) |             | Почтовый блок — 200 лет победе союзных армий в битве под Лейпцигом | 50                 | 19 октября  | 80 000                | Поварихин А.              | [ 46 ] |
| 1740 (Mi #RU 1972),1741 (Mi #RU 1973),1742 (Mi #RU 1974)                                                               |             | Серия «Современное искусство России» - Картина «Керосин» работы А. Л. Бобыкина (2012 г.) - Картина «Букет» работы В. М. Малого (2005 г.) - Памятник А. И. Покрышкину работы М. В. Переяславца (2005 г.)                                                            | 15                 | 25 октября  | 300 000 50 000        | Иванова O.                | [ 47 ] |
| 1743 (Mi #RU 1975I), 1744 (Mi #RU 1976I), 1745 (Mi #RU 1977I)                                                          |             | ХХII Олимпийские зимние игры 2014 года в г. Сочи. Олимпийские зимние виды спорта | 25                 | 1 ноября    | 560 000 70 000        | Дробышев А.               | [ 48 ] |
| 1746 (Mi #RU 1978) |             | 75 лет универсальному единоборству самбо | 10                 | 1 ноября    | 450 000 30 000        | Дробышев А.               | [ 49 ] |
| 1747 (Mi #RU 1979), 1748 (Mi #RU 1980), 1749 (Mi #RU 1981), 1750 (Mi #RU 1982)                                         |             | История российского мундира. Министерство внутренних дел - Драгун и офицер полиции (1718 г.) - Городовой и ротмистр Отдельного корпуса жандармов (конец XIX в.) - Регулировщица и старшина милиции (1934 г.) - Старший лейтенант и генерал-майор полиции (2012 г.) | 15                 | 8 ноября    | 320 000 40 000        | Ульяновский C.            | [ 50 ] |
| 1751-1755 (Mi #RU 1983), (Mi #RU 1984), (Mi #RU 1985), (Mi #RU 1986), (Mi #RU 1987)                                    |             | Почтовый блок — XXII Олимпийские зимние игры и XI Паралимпийские зимние игры 2014 года в г. Сочи. Легенды спорта - Е. Р. Гришин (1931—2005) - Л. А. Пахомова (1946—1986) - В. М. Меланьин (1933—1994) - А. П. Рагулин (1941—2004) - А. В. Фирсов (1941—2000)       | 15                 | 15 ноября   | 130 000               | Иванова O.                | [ 51 ] |
| 1756 (Mi #RU 1988), 1757 (Mi #RU 1989), 1758 (Mi #RU 1990), 1759 (Mi #RU 1991)                                         |             | С Новым годом! Талисманы XXII Олимпийских зимних игр и XI Паралимпийских зимних игр 2014 года в г. Сочи - Леопард - Белый мишка - Зайка - Лучик и Снежинка | 20                 | 29 ноября   | 680 000 85 000        | Расторгуева М.            | [ 52 ] |
| 1760 (Mi #RU 1992), 1761 (Mi #RU 1993), 1762 (Mi #RU 1994), 1763 (Mi #RU 1995), 1764 (Mi #RU 1996), 1765 (Mi #RU 1997) |             | XXII Олимпийские зимние игры 2014 года в г. Сочи. Олимпийские спортивные объекты - Олимпийский стадион Фишт - Комплекс «Лаура» - Комплекс «Русские горки» - Ледовый дворец «Большой» - Дворец зимнего спорта «Айсберг» - Ледовая арена «Шайба»                     | 20                 | 30 ноября   | 150 000               | Ульяновский C.            | [ 53 ] |
| 1766 (Mi #RU 1998), 1767 (Mi #RU 1999)                                                                                 |             | Серия «Выдающиеся юристы России» - Ф. Н. Плевако - А. Н. Радищев | 15                 | 3 декабря   | 280 000 35 000        | Комса Р.                  | [ 54 ] |
| 1768 (Mi #RU 2000), 1769 (Mi #RU 2001)                                                                                 |             | Совместный выпуск Российской Федерации и Княжества Монако. История автомобилестроения - ЗИЛ-111В - Sunbeam Alpine | 15                 | 5 декабря   | 240 000 60 000        | Ульяновский C.            | [ 55 ] |
| 1770 (Mi #RU 2002) |             | Почтовый блок — 20 лет Конституции Российской Федерации | 50                 | 12 декабря  | 80 000                | Ульяновский C.            | [ 56 ] |
| 1771 (Mi #RU 2003) |             | 20 лет. Совет Федерации Федерального Собрания Российской Федерации | 20                 | 12 декабря  | 324 000 36 000        | Московец А.               | [ 57 ] |
| 1772 (Mi #RU 2004) |             | 20 лет. Государственная Дума Федерального Собрания Российской Федерации | 20                 | 12 декабря  | 324 000 36 000        | Московец А.               | [ 58 ] |
| 1773-1777 (Mi #RU 2005) (Mi #RU 2006) (Mi #RU 2007) (Mi #RU 2008) (Mi #RU 2009)                                        |             | Почтовый блок — XXII Олимпийские зимние игры и XI Паралимпийские зимние игры 2014 года в г. Сочи. Легенды спорта - К. С. Боярских (1939—2009) - В. М. Бобров (1922—1979) - Т. Б. Аверина (1950—2001) - П. Де Кубертен (1863—1937) - Л. Гуттман (1899—1980)         | 15                 | 14 декабря  | 130 000               | Иванова O.                | [ 59 ] |

## Комментарии
1. ↑  Ниже приведён перечень коммеморативных марок (с возможностью сортировки по номиналу, тиражу).